# 鄭以偉
郑以伟（1570年—1633年），字子器，號如蓮、方水，江西上饶县（今上饶市）靈山沙溪镇人。明朝末年政治人物，萬曆辛丑进士，崇禎時官至禮部尚書。

## 生平
万历二十二年（1594年）甲午科江西鄉試第六十三名舉人，二十九年（1601年），登辛丑科进士，改庶吉士，三十一年授翰林院检讨，三十三年九月以患病，回籍调理。四十年七月奉命与给事中李瑾典试浙江。四十一年升左赞善兼翰林院检讨，四十五年升为右谕德、掌司经局印。四十六年主应天乡试，四十七年主持武举，十一月升右庶子，累升至詹事府少詹事。泰昌元年，升任礼部右侍郎，天啓三年升吏部右侍郎，本年升左侍郎，升礼部尚書，协理詹事府事，四年驰驿回籍。崇祯元年補任礼部尚书，四年教习庶吉士。崇祯五年兼東閣大學士，六年六月，卒于任内，贈太子太保，謚文恪。

## 家族
曾祖鄭福周。祖父鄭寧，封奉直大夫工部员外。父鄭邦祥，乡饮宾。